# Claudi Juli
Claudi Juli o Claudi Iolau (en llatí Claudius Julius o Claudius Iolaus) fou un escriptor grec de data desconeguda, probablement llibert d'una família romana.
Fou l'autor d'una obra sobre Fenícia (Φοινικικά) en almenys tres llibres. Va escriure probablement una obra sobre el Peloponès (Πελοποννησιακά). En una de les seves obres va parlar de la ciutat de Lappa, a Creta.